# Język ter
Język ter (са̄мь кӣлл / saa’mekiill) – prawie wymarły język z grupy wschodnich języków saamskich używanych na terenie Rosji. Dwoje ostatnich użytkowników to osoby starsze.